# Anders Adolf Retzius
Anders Adolf Retzius (Lund, 13 ottobre 1796 – Stoccolma, 18 aprile 1860) è stato un anatomista e antropologo svedese.

## Biografia
Figlio del grande naturalista Anders Jahan Retzius, studiò medicina all'Università di Lund laureandosi nel 1818 con una tesi sui pesci condropterigi. Non esercitò mai la professione del medico, dedicandosi esclusivamente alla ricerca. Divenne professore di anatomia al Istituto Karolinska nel 1823. Ha lasciato alcuni buoni lavori di anatomia e di antropologia fisica. Nei primi fece fra gli altri studi sui denti, sulle ossa del cranio, sui muscoli e sul sistema nervoso; nei secondi usò per la prima volta l'indice cefalico, che egli escogitò nel 1842 per descrivere quantitativamente la testa e il cranio esprimendo la larghezza massima del cranio in rapporto alla sua lunghezza. Ideò i vocaboli «brachicefalo» e «dolicocefalo» per indicare rispettivamente, in base per l'appunto all'indice cefalico, i crani più arrotondati e quelli più allungati. Fu padre dell'anatomista Gustaf Retzius.
Portano il suo nome:
- il Seno di Retzius (nel rinencefalo)
- il Sistema del Retzius
- lo spazio retropubico del Retzius
- il legamento di Retzius del piede
- Strie di Retzius (linee di deposizione dello smalto dentario)